# 学校法人横浜英和学院
横浜英和学院（よこはまえいわがくいん）とは、神奈川県横浜市南区蒔田町に所在するキリスト教系の学校法人。キリスト教学校教育同盟の加盟校である。

## 概要
1880年（明治13年）10月28日、プロテスタントメソジスト派のアメリカ人宣教師であるハリエット・ブリテンにより、横浜山手48番にミッションスクール「ブリテン女学校」が設立され、これが現在の学校法人横浜英和学院の基となる。当学院ではこの日を創立記念日としている。
ブリテンは、その生涯をキリスト教の伝道に捧げた。来日したのは同9月23日で、57歳の秋のことであった。
横浜英和学院の校訓（スクールモットー）は「心を清め、人に仕えよ」である。これは
と
から取られた。
第8代校長オリヴ・ハジスは1904年から1938年までの35年間校長を務め、蒔田移転など、学園の基礎を築いた。
1938年にハジスが退任するまでは、校長は全てアメリカから派遣された女性宣教師が務めていた。
同じアメリカメソジスト派の宣教師によって創立された青山学院と2014年（平成26年）提携を結び、設置・運営する学校園のうち2016年度に高・中が、2020年度に小学校が系属校となった。
校地の変遷（青山学院横浜英和中学校・高等学校#創立時の経緯を参照）、女子校から再び創立時の男女共学化、校名の変遷を経て、現在は横浜市蒔田町に少人数のミッションスクール（プロテスタント）を展開している。

## 沿革
- 1880年 ブリテン女学校として創立する。
- 1886年 横浜英和女学校に改称する。
- 1900年 附属幼年学校（小学校）を設置する。
- 1908年 附属幼年学校を本牧へ移転する。
- 1916年 横浜英和女学校を現在地へ移転する。
- 1923年 附属幼年学校を現在地へ移転する。
- 1939年 運営法人の名称を成美学園に変更する。
- 1947年 成美学園女子中学校を設立する。
- 1948年 成美学園女子高等学校を設立する。
- 1996年 学校法人の名称を横浜英和学院に改称する。
- 2014年 青山学院大学と系属校の提携をする。
- 2016年 中学と高校の名称を青山学院横浜英和中学高等学校に変更する。
- 2018年 中学と高校を男女共学とする。

## 設置校
- 青山学院横浜英和中学校・高等学校
- 青山学院横浜英和小学校
- 横浜英和幼稚園

## 成美学園遺跡
敷地内は、16世紀には吉良氏の居城蒔田城だったとされる。校名が「成美学園」だった時期（1939年～1996年）の1984年（昭和59年）に校庭で生徒も参加しての発掘調査が行われ、縄文・弥生・古墳時代の竪穴建物など古代集落が検出されたものの、城郭の発見には至らなかった。

## 交通
- 横浜市営地下鉄ブルーライン蒔田駅 徒歩8分
- 京急線井土ヶ谷駅 徒歩18分